# Erick Silva
Erick Vinicius Silva, né le 21 juin 1984 à Vila Velha, est un pratiquant brésilien d'arts martiaux mixtes (MMA).
Il combat actuellement au Bellator MMA dans la catégorie des poids mi-moyens.

## Distinctions
- Ultimate Fighting Championship
  - Combat de la soirée (trois fois) (contre Jon Fitch/contre Matt Brown/contre Luan Chagas)
  - Soumission de la soirée (deux fois)
  - Performance de la soirée (deux fois)
- Jungle Fight
  - Champion des poids moyens du Jungle Fight

## Palmarès en arts martiaux mixtes
| 32 combats           | 20 victoires | 11 défaites |
| Par KO               | 4            | 4           |
| Par soumission       | 13           | 0           |
| Sur décision         | 3            | 6           |
| Par disqualification | 0            | 1           |
| Sans décision        | 1            | 1           |

| Résultat   | Record    | Adversaire            | Méthode                                       | Événement                              | Date              | Round | Temps | Lieu                                | Notes                                               |
| ---------- | --------- | --------------------- | --------------------------------------------- | -------------------------------------- | ----------------- | ----- | ----- | ----------------------------------- | --------------------------------------------------- |
| Défaite    | 20-10 (1) | Paul Daley            | Décision unanime                              | Bellator 223: Mousasi vs. Lovato       | 22 juin 2019      | 3     | 5:00  | Londres, Angleterre, Royaume-Uni    |                                                     |
| Défaite    | 20-10 (1) | Yaroslav Amosov       | Soumission (clé de bras)                      | Bellator 216: MVP vs. Daley            | 16 février 2019   | 1     | 4:43  | Uncasville, Connecticut, États-Unis |                                                     |
| Victoire   | 20-9 (1)  | Nick Barnes           | Soumission (clé de bras)                      | LFA 45: Silva vs. Barnes               | 20 juillet 2018   | 1     | 4:43  | Cabazon, Californie, États-Unis     |                                                     |
| Défaite    | 19-9 (1)  | Jordan Mein           | TKO (coups de poing)                          | UFC on Fox: Lawler vs. dos Anjos       | 16 décembre 2017  | 3     | 5:00  | Winnipeg, Manitoba, Canada          |                                                     |
| Défaite    | 19-8 (1)  | Yancy Medeiros        | TKO (coups de poing)                          | UFC 212: Aldo vs. Holloway             | 3 juin 2017       | 2     | 2:01  | Rio de Janeiro, Brésil              |                                                     |
| Victoire   | 19-7 (1)  | Luan Chagas           | KO (coup de poing)                            | UFC Fight Night: Cyborg vs. Lansberg   | 24 septembre 2016 | 3     | 3:57  | Brasilia, Brésil                    | Combat de la soirée.                                |
| Défaite    | 18-7 (1)  | Nordine Taleb         | KO (coup de poing)                            | UFC 196: McGregor vs. Diaz             | 5 mars 2016       | 2     | 1:34  | Las Vegas, Nevada, États-Unis       |                                                     |
| Défaite    | 18-6 (1)  | Neil Magny            | Décision partagée                             | UFC Fight Night: Holloway vs. Oliveira | 23 août 2015      | 3     | 5:00  | Saskatoon, Saskatchewan, Canada     |                                                     |
| Victoire   | 18-5 (1)  | Josh Koscheck         | Soumission (étranglement en guillotine)       | UFC Fight Night: Maia vs. LaFlare      | 21 mars 2015      | 1     | 4:21  | Rio de Janeiro, Brésil              |                                                     |
| Victoire   | 17-5 (1)  | Mike Rhodes           | Soumission technique (étranglement bras-tête) | UFC on Fox: Lawler vs. Brown           | 20 décembre 2014  | 1     | 1:15  | Barueri, État de São Paulo, Brésil  | Performance de la soirée.                           |
| Défaite    | 16-5 (1)  | Matt Brown            | TKO (coups de poing)                          | UFC Fight Night: Brown vs. Silva       | 10 mai 2014       | 3     | 2:11  | Cincinnati, Ohio, États-Unis        | Combat de la soirée.                                |
| Défaite    | 16-4 (1)  | Kim Dong-Hyun         | KO (coup de poing)                            | UFC Fight Night: Maia vs. Shields      | 9 octobre 2013    | 2     | 3:01  | Barueri, État de São Paulo, Brésil  | Performance de la soirée.                           |
| Victoire   | 15-3 (1)  | Jason High            | Soumission (reverse triangle armbar)          | UFC on Fuel TV: Nogueira vs. Werdum    | 8 juin 2013       | 1     | 1:11  | Fortaleza, Ceará, Brésil            | Soumission de la soirée.                            |
| Défaite    | 14-3 (1)  | Jon Fitch             | Décision unanime                              | UFC 153: Silva vs. Bonnar              | 13 octobre 2012   | 3     | 5:00  | Rio de Janeiro, Brésil              | Combat de la soirée.                                |
| Victoire   | 14-2 (1)  | Charlie Brenneman     | Soumission (étranglement arrière)             | UFC on FX: Johnson vs. McCall          | 8 juin 2012       | 1     | 4:33  | Sunrise, Floride, États-Unis        | Soumission de la soirée.                            |
| Défaite    | 13-2 (1)  | Carlo Prater          | Disqualification (coup derrière la tête)      | UFC 142: Aldo vs. Mendes               | 14 janvier 2012   | 1     | 0:29  | Rio de Janeiro, Brésil              |                                                     |
| Victoire   | 13-1 (1)  | Luis Ramos            | KO (coups de poing)                           | UFC 134: Silva vs. Okami               | 27 août 2011      | 1     | 0:40  | Rio de Janeiro, Brésil              |                                                     |
| Victoire   | 12-1 (1)  | Francisco Ayon        | Soumission (étrznglement bras-tête)           | Jungle Fight 23                        | 30 octobre 2010   | 1     | 1:07  | Belém, Pará, Brésil                 | Remporte le titre des poids moyens du Jungle Fight. |
| Victoire   | 11-1 (1)  | Gil de Freitas        | Soumission (étrznglement en guillotine)       | Jungle Fight 23                        | 30 octobre 2010   | 3     | 0:57  | Belém, Pará, États-Unis             |                                                     |
| Victoire   | 10-1 (1)  | Jose de Ribamar       | KO (coup de genou et coups de poing)          | Jungle Fight 21                        | 31 juillet 2010   | 2     | 3:39  | Natal, Rio Grande do Norte, Brésil  |                                                     |
| No Contest | 9-1 (1)   | Enrique Oliveira      | No contest (coup de genou illégal)            | Jungle Fight 17: Vila Velha            | 27 février 2010   | 2     | 3:57  | Vila Velha, Espírito Santo, Brésil  |                                                     |
| Victoire   | 9-1       | Jorge Luis Bezerra    | Décision unanime                              | Jungle Fight 15                        | 19 septembre 2009 | 3     | 5:00  | São Paulo, Brésil                   |                                                     |
| Victoire   | 8-1       | Carlos Villamor       | Soumission (clé de genou)                     | Jungle Fight 14: Ceará                 | 9 mai 2009        | 2     | 3:38  | Fortaleza, Ceará, Brésil            |                                                     |
| Victoire   | 7-1       | Igor Fernandes        | Décision unanime                              | Jungle Fight 1                         | 13 septembre 2008 | 3     | 5:00  | Rio de Janeiro, Brésil              |                                                     |
| Victoire   | 6-1       | Carlos Eduardo Santos | Soumission (étranglement arrière)             | Jungle Fight 9: Warriors               | 31 mai 2008       | 3     | N/A   | Rio de Janeiro, Brésil              |                                                     |
| Victoire   | 5-1       | Fabio Issa            | Décision unanime                              | Open Fight                             | 4 août 2007       | N/A   | N/A   | Brésil                              |                                                     |
| Défaite    | 4-1       | Mario Neto            | Décision unanime                              | Superfight Vitoria                     | 10 décembre 2006  | 3     | 5:00  | Brésil                              |                                                     |
| Victoire   | 4-0       | Leandro Zumbi         | Soumission (étranglement bras-tête)           | Kombat Espirito Santo                  | 25 novembre 2006  | 1     | 3:05  | Vila Velha, Espírito Santo, Brésil  |                                                     |
| Victoire   | 3-0       | Henrique Lango        | Soumission (étranglement arrière)             | Guarafight 3                           | 12 août 2006      | 1     | N/A   | Guarapari, Espírito Santo, Brésil   |                                                     |
| Victoire   | 2-0       | Julian Soares         | KO (coup de poing)                            | Guarafight 2                           | 7 janvier 2006    | 1     | 2:30  | Guarapari, Espírito Santo, Brésil   |                                                     |
| Victoire   | 1-0       | Fabiano Mastodonte    | Soumission (étranglement arrière)             | Guarafight 1                           | 4 juin 2005       | 1     | 2:02  | Guarapari, Espírito Santo, Brésil   |                                                     |